# Tucson (film)
Tucson è un film del 1949 diretto da William F. Claxton.
È un western statunitense con Jimmy Lydon, Penny Edwards e Charles Russell.

## Produzione
Il film, diretto da William F. Claxton su una sceneggiatura di Arnold Belgard, fu prodotto da Sol M. Wurtzel tramite la Sol M. Wurtzel Productions e girato dal 14 giugno a fine giugno 1948. I brani della colonna sonora Nobody's Lost on the Lonesome Trail e Ringin' the New Year In furono composti da L. Wolfe Gilbert (parole) e I. B. Kornblum (musica).

## Distribuzione
Il film fu distribuito negli Stati Uniti dal 27 aprile 1949 al cinema dalla Twentieth Century Fox.